# Daniele Pontoni
Daniele Pontoni (Udine, 8 september 1966) is een Italiaans voormalige wielrenner die zijn hele carrière uitgeblonken heeft in het veldrijden. Hij eindigde in 1996 als vijfde in de olympische mountainbikerace, die in Atlanta voor het eerst op het olympisch programma stond.

## Veldrijden

### Overwinningen
| Seizoen   | Wereldbeker                         | Superprestige                                                          | Kampioenschap           | Overige                   |
| --------- | ----------------------------------- | ---------------------------------------------------------------------- | ----------------------- | ------------------------- |
| 1988-1989 |                                     |                                                                        | NK amateurs             |                           |
| 1989-1990 |                                     |                                                                        | NK amateurs             |                           |
| 1990-1991 |                                     |                                                                        | NK amateurs             |                           |
| 1991-1992 |                                     | Rome                                                                   | NK amateurs WK amateurs |                           |
| 1992-1993 |                                     | Asper-Gavere Overijse Zarautz Zillebeke Wetzikon Harnes Eindklassement |                         | Igorre                    |
| 1993-1994 |                                     | Zarautz Diegem Overijse Milaan Westouter Eindklassement                | NK                      |                           |
| 1994-1995 | Azzano Decimo Igorre Eindklassement | Asper-Gavere                                                           | NK                      |                           |
| 1995-1996 | Igorre                              | Silvelle Diegem Milaan                                                 | NK                      | Igorre                    |
| 1996-1997 |                                     | Diegem                                                                 | NK WK                   | Igorre GP Hotel Threeland |
| 1997-1998 | Solbiate Pontchâteau                | Silvelle                                                               |                         | Igorre GP Hotel Threeland |
| 1998-1999 | Leudelange                          |                                                                        | NK                      | GP Hotel Threeland        |
| 1999-2000 | Nommay                              |                                                                        | NK                      | GP Hotel Threeland        |
| 2000-2001 |                                     |                                                                        | NK                      | Igorre                    |
| 2001-2002 |                                     |                                                                        | NK                      |                           |
| 2002-2003 |                                     |                                                                        | NK                      |                           |
| 2003-2004 |                                     |                                                                        | NK                      |                           |
| 2004-2005 |                                     |                                                                        |                         | Cyclocross del Ponte      |

### Selectie resultaten
| 1990-1991 WK veldrijden, amateurs 2e Cyclocross Pilsen 2e Druivencross 1991-1992 3e Cyclocross Diegem 3e Cyclocross Pilsen 1992-1993 Italiaans kampioenschap veldrijden WK veldrijden, amateurs 2e Cyclocross Diegem 1993-1994 4e WK veldrijden 9e eindklassement Wereldbeker veldrijden 2e Cyclocross Asper-Gavere | 1994-1995 9e WK veldrijden 3e Azencross 1995-1996 WK veldrijden 5e eindklassement Wereldbeker veldrijden 2e Cyclocross Nommay 2e Druivencross 1997-1998 4e WK veldrijden Wereldbeker veldrijden 3e Cyclocross Diegem 3e Vlaamse Aardbeiencross | 1998-1999 4e WK veldrijden Wereldbeker veldrijden 2e Cyclocross Nommay 2e Cyclocross Tábor 1999-2000 9e WK veldrijden 5e Wereldbeker veldrijden 2000-2001 8e Wereldbeker veldrijden 2002-2003 7e WK veldrijden 2003-2004 4e WK veldrijden |

## Mountainbike
1994: 4e Wereldkampioenschap
1996: 5e olympische mountainbikerace
1997:  Nationaal kampioenschap

## Wegwielrennen
1997: 1e Cronoscalata Gardone Val Trompia-Prati di Caregno (klimtijdrit)